# Cizre
Cizre este un oraș din provincia Șırnak, Turcia.